# Horšianska dolina
Horšianska dolina este o arie protejată (arie specială de conservare — SAC, sit de importanță comunitară — SCI) din Slovacia întinsă pe o suprafață de 182,61 ha, integral pe uscat.

## Localizare
Centrul sitului Horšianska dolina este situat la coordonatele 48°14′28″N 18°41′37″E / 48.241025°N 18.693677°E.

## Înființare
Situl Horšianska dolina a fost declarat sit de importanță comunitară în septembrie 2015 pentru a proteja 2 specii de animale. Situl a fost protejat și ca arie specială de conservare în octombrie 2017.

## Biodiversitate
Situată în ecoregiunea panonică, aria protejată conține 8 habitate naturale: Păduri panonice cu Quercus pubescens, Păduri panonice-balcanice de stejar turcesc - stejar sesil, Păduri pe pante, grohotișuri și ravene de Tilio-Acerion, Păduri panonice cu Quercus petraea și Carpinus betulus, Pajiști stepice subpanonice, Roci stâncoase cu vegetație pionieră de Sedo-Scleranthion sau Sedo albi-Veronicion dillenii, Păduri aluvionare cu Alnus glutinosa și Fraxinus excelsior (Alno-Padion, Alnion incanae, Salicion albae), Tufărișuri subcontinentale peripanonice.
La baza desemnării sitului se află mai multe specii protejate de  nevertebrate (2): orthosia schmidtii (Dioszeghyana schmidtii), Unio crassus.